# はれのひ
はれのひ株式会社は、神奈川県横浜市で振袖の販売、レンタル、着付け、フォトスタジオをかつて運営していた企業。
2018年（平成30年）1月8日（成人の日）に突然休業し、翌1月9日より全店舗を閉鎖し事実上の事業停止状態となった。同年1月26日に横浜地方裁判所から破産手続開始決定を受けた。

## 概要
キャッチコピーは「ハタチを刻む。可愛く、そして美しく。」
2011年の設立当初は、「シーン・コンサルティング株式会社」の商号で振袖販売店向けのコンサルティング業務を主体に事業を展開していた。翌年に横浜市内に店舗を開設し、販売・貸出へ本格的に参入。2016年2月に商号を「はれのひ株式会社」に変更した。なお、商号の変更時期については2015年12月ともされている。
最終的に振袖の販売・貸出を行う「はれのひ (Hare no hi)」の店舗として、最盛期の2017年3月頃には横浜みなとみらい店（コレットマーレ）、八王子店（サザンスカイタワー八王子）、つくば店（つくばクレオスクエアキュート）、福岡天神店（Qiz TENJIN・福岡市中央区大名1丁目に所在）、横須賀店（横須賀東相ビル）、柏店（柏モディ）の計6店舗を運営していた。そのほか、同年には相模大野店（相模大野ステーションスクエア）の出店構想もあった。同年10月時点では柏店と横須賀店を除く計4店舗となった。フォトスタジオでは、着物を着ての撮影や記念写真の撮影などを行っていた。
店舗スタッフは全員女性で、品揃えの豊富さや価格の安さをセールスポイントにしていた。また、2020年までの全国100店舗展開や、株式上場、日本国外への進出も構想していた。そのため、従業員の採用活動も2016年時点では積極的に行なっていた。
求人サイトでは「従業員の定着率が高い」、「ノルマはない」などと謳っていた。しかし実際は過酷なノルマがあり、従業員の入れ替わりも激しかった。また、2016年末から給与の遅配が発生したことにより退職者が相次ぎ、2018年の破綻直前には従業員は約10人となっていた。なお労働基準監督署は、2017年夏には未払い賃金問題の相談を受けてこれを把握しており、会社に指導を行っていたことが明らかとなっている。

## 類似名会社の被害
佐賀市にある写真館・貸衣装店の「ハレノヒ」（片仮名表記）や、東京都の神社・仏閣挙式専門店の「晴レの日」（漢字・仮名混合表記）、富山市にあった「ハレノヒ・ジョワ富山店」（2016年までの旧店名は「はれのひ富山店」で同一のロゴを使用していた。事件後の2018年6月にさらに店名変更）など、類似した社名・店名で、業種も近いが無関係の別会社が日本各地に存在しており、はれのひの騒動（後述）に関連して無言電話などの営業妨害や風評被害が生じている。
そのため、前述の各店はTwitterや取材、店舗ウェブサイトを通じて「当社とは一切関係ない」とする声明を発表している。

## 事業停止

### 突然の店舗閉鎖

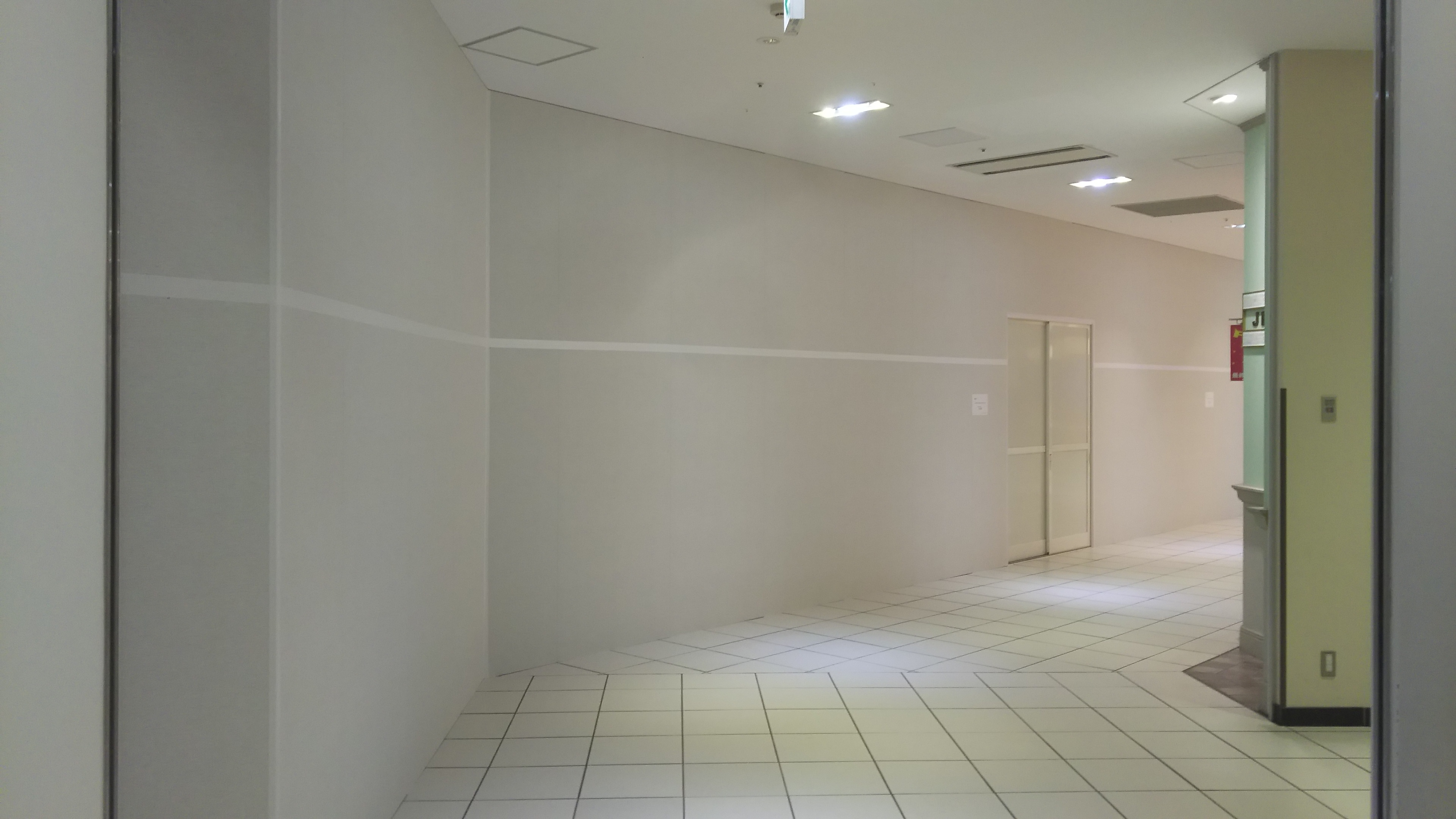
営業停止後のはれのひつくば店（2018年1月13日）

2018年の成人の日にあたる1月8日、はれのひは福岡天神店を除く全店舗を閉鎖したうえ、電話の連絡もできず(「現在は営業時間外です」という旨の音声メッセージが流れるのみ)、社長の篠崎洋一郎の所在も掴めない事態になった。ある店舗が入居する商業施設の管理担当者によれば、1月6日までは通常通り営業していたが、1月7日に従業員が出社しなくなったという。
同日の成人式のための着付け会場へ振袖を届けず無断で閉鎖したため、はれのひから購入またはレンタルで成人式での着付けを予約していた客が晴れ着を着られないという事態に発展した。これを受け、警察に200件余りの通報が寄せられた。福岡天神店のみ役員の指示を無視して同日も営業し、派遣会社も無償でスタッフを派遣して成人式での着付けを行った。しかし、翌日にはこの店舗も閉鎖し、事業停止状態となった。
本社と同じビルに入居している別企業の関係者によると、2018年に入ってからはれのひの社員の出入りは一切なかったという。ただし、これが経営破綻（倒産。計画的な倒産を含む）による事業停止であるのか、あるいは自主的な事業停止（自主廃業を含めての）であるのかはこの時点で明らかにされておらず、篠崎は成人式の前から行方が分からなくなっていた。東京商工リサーチが1月9日まで行った調査で、2016年9月期は約3億6000万円の赤字、約3億2000万円の債務超過だったことも明らかとなった。取引先の1社は「2017年から売掛金などの支払いが滞納するようになってきたため、取引縮小に努めていた」とコメントしている。
また、事件の約2か月前にフリマアプリ「メルカリ」および「フリル（現・楽天フリマ）」で振袖を大量に出品する者がおり、これが「はれのひ」の関係者による出品ではないかという疑念もあり、両社は関連を調査している。また、仮に「はれのひ」の関係者でなくても、規約で「法人の出品の禁止」が明文化されているため、両社とも出品を非公開とする措置に踏み切った。一方、はれのひが洗濯や仕立てのために預けていた着物などの一部を京都府の取引業者が保管していたことが、1月22日に明らかとなった。購入品やレンタル品のほか、客の私物など預かり物も含まれ、はれのひが業者に代金を支払っていなかったため、そのまま管理・保管していたという。ただし、2018年の成人式分については同じく未払いだったものの、当日のトラブルを防止するためにはれのひ側に発送したといい、保管していたものは翌年以降の成人式などに使う約70人分のみである。
なお、4つある店舗のうち福岡天神店のみ、前述のとおり1月8日も営業した。また、つくば店についてはつくば市やその周辺自治体で成人式が1日早い1月7日に挙行されたため、「成人式当日に晴れ着を着ることができない」というトラブルは発生しなかったものの、着付けが遅れて成人式に間に合わない人が出た。他店より被害者は少なかったものの、2019年以降に成人式を迎える利用者のうち支払いを済ませていた者らが、報道でトラブルを知って駆けつける様子が見られ、1月11日までに契約金額は1780万円に上ることが判明した。
契約金ベースの被害総額は2億円以上に上っており、警察も解明を進めているが、全容の解明には時間がかかる見通しである。
1月26日にははれのひの代理人を務める弁護士が横浜地方裁判所に破産を申し立て、即日破産手続き開始決定を受けた。負債額は約6億3500万円。

### 騒動直後の国や自治体の反応
一連の騒動による被害拡大を受け、国や自治体も対策に乗り出すこととなった。成人式当日の1月8日、はれのひの閉鎖店舗があった東京都八王子市では成人式の会場に特設の着付けスペースを急遽設け、着付けを手伝える人や美容師などへの協力を呼びかけた。また、同じく閉鎖店舗のあった横浜市では、被害に遭って当初より着付けなどの準備に時間を要する人が続出したため、成人式の午前の部に間に合わない新成人を午後の部に回すなどの対応を取った。
1月9日、横浜市の消費生活総合センターでは今後さらに相談件数が増加することを考慮し、新たに特別相談窓口が開設された。消費生活総合センターは「領収書や契約書は保管し、クレジットカードで支払いをしている場合はカード会社に連絡して支払いを止めるようにするなど、まずは冷静に状況把握に努めることが大切」と話している。また同日、消費者担当大臣（当時）の江崎鉄磨が閣議後の記者会見において、「成人を迎えた方がどれだけ楽しみにしていたか。賠償をしても済まない」と発言し、今回の問題についても「想定外の問題だった。消費者庁として国民生活センターなどと連携して情報提供を行っていきたい」と述べ、消費者庁が「はれのひ」の経営状態や過去のトラブルについて情報収集を進め、被害の実態把握や被害者への情報提供に取り組む考えを表明した。そのうえで、消費生活センターに相談するよう呼びかけを行った。

### 騒動の余波・被害者支援の動き
成人式当日の1月8日には、着付けを行う同業者や呉服店、美容院、名乗りを上げたボランティアスタッフらの協力により、はれのひの被害に遭ったものの晴れ着を着て成人式に参加できた新成人も数多くいた。また同日には、着物の業界誌を発行する京都市の出版社「きものと宝飾社」が、被害者の負担軽減を目的として「はれのひ株式会社被害者の会」を立ち上げた。同社の松尾俊亮編集長はキャリコネの取材に対し、「着物業界は風評被害に弱く、1つの店の悪評が業界全体に響きます。みんながみんな、はれのひさんのようなことをしている訳ではないと知って欲しかった」という思いから、被害者の会を立ち上げたことを明らかにしている。さらに朝日新聞の取材に対しては、「大学の卒業式や来年の成人式のための代金を振り込んだ人もいると聞いている。訴訟も視野に支援を広げたい」とも語っている。佐賀県の「ハレノヒ」（写真館併設）は「同じ屋号の社として社長さんに一言言いたい。最後まで踏みとどまろうという気はなかったのですか」とブログで苦言を呈している。
その後も被害者を支援する動きは広がっており、1月12日にはお笑いコンビ「キングコング」の西野亮廣が、「リベンジ成人式」と称して運営資金はクラウドファンディングで賄い、被害者に振袖を無償で貸し出し、2月4日に横浜港で開催される船上ディナーに招待することを発表し、実施された。また同じ日には八王子市の美容師や呉服店主ら100人以上の有志による「八王子成人式プレゼント実行委員会」が、2月12日にオリンパスホール八王子（1月8日の成人式と同じ会場）で被害者のために再度成人式を執り行うことを発表。八王子市も後援に回り、当日は市長の石森孝志も駆け付けて実施された。1月16日には、『小悪魔ageha』を編集している「VENUS」が、被害者に振袖を無償で貸し出し、2月3日に渋谷区にある小悪魔agehaスタジオにて「小悪魔ageha振袖撮影会2018」を開催することを発表した。衣装は2017年12月に発売された復刊第1号で使用された衣装を使用するほか、同号の撮影などに携わったスタッフも協力するという。さらに写真館などを展開するスタジオアリスは1月23日、子会社が運営する「ふりそでAlice」の横浜市・横須賀市・福岡市の3店舗にて、2018年から2020年の成人式のためにはれのひを利用し、被害に遭った人を対象に、振袖のレンタルや写真撮影を無料で行うと発表した。撮影後もそのままレンタルを継続し、成人式などで同じ振袖を着ることも可能としている。
株式会社一蔵も、被害者支援を目的に、成人式振袖の選品会を同年４月に開催。横浜、八王子、柏、福岡など全国５会場で成人式向けの振袖を１０００セット用意し、希望の商品を選んで利用できる「選品会」を開催。同年２月には、被害者支援を目的に「卒業式袴の選品会」も開催した。
一方、横浜市では当初、市が成人式のやり直しを検討していると一部で報じられたが、同市教育委員会はITmediaに対し、「現時点では具体的な検討には進んでいない」とコメント。その後、1月18日から1月31日まで市役所内に「はれのひ」被害者特別法律相談窓口を設置したほか、翌19日には企業や団体からの被害者支援の申し出（サービス提供・企画）を紹介し、被害者自身がそれらのサービスなどを選択したうえで受けられる特設サイト「新成人への善意の輪」（同市教育委員会運営）を開設している。支援は2月28日まで受け付け、横浜市周辺以外の事業者も多数申し出ており、横浜市は4月27日に44の企業や団体から申し出があったことを明らかにした。また、神奈川青年司法書士協議会では、2月6日から2月28日まで、無料相談を受け付けていた。

### 破産手続きの開始へ
2018年1月26日、横浜地方裁判所がはれのひの破産手続き開始を決定した。東京商工リサーチが算出している、向こう12か月における倒産確率を統計的手法を用いて100から1まで数値化した客観的な指標である「リスクスコア」は、2017年3月以降には「17」（倒産確率は1.07%）のままだった。求人サイトには虚偽の売上高を掲載していたことが明らかとなっているほか、2017年9月期決算が確定していないことや、2017年12月に金融機関の追加融資を受けられなかったことも明らかとなった。同日19時からは、事業停止後姿を見せていなかった社長の篠崎洋一郎が横浜市内で記者会見を開いた。破産申立代理人の弁護士によると、負債額は約6億3500万円。また、約1200着の振袖が保管されているのを確認しているという。記者会見で篠崎は営業を停止した理由について「人件費のコストが拡大して大幅な赤字となった。売り上げの減少に歯止めがかからず、成人式当日の着付け費用の支払いのメドがたたないことからこのような事態となった」と会見したほか、成人式当日には知人宅に滞在していたことも明かした。篠崎とはれのひの破産管財人は、捜査機関の捜査には応じる意向を示している。
被害者が預けていた着物の返還は、破産管財人によって2018年1月29日に開始され、4月16日時点では着物の返還がほぼ完了した。ただし、レンタルの着物は対象外となる他、仕立て中だった一部の着物は被害者が残金を支払わないと返還されない。
官報での破産手続開始の公告は2018年2月6日付で掲載され、第1回債権者集会の6月20日での開催が告知された。その後、予定通り債権者集会が横浜市にて開催され、被害者の親族や取引業者、債権を有する約70人が出席した。集会では破産管財人から、同社の負債が約10億8500万円に上る一方、資産は振り袖の売却代金約1620万円がほとんどで、新成人や取引業者らへの債権約3億4500万円の配当は行わない見通しであることが発表された。横浜地方裁判所は同日付で、はれのひに対し破産手続を廃止する決定を下した。また、社長の篠崎の出席はなかった。その後、官報での破産手続廃止の公告が6月29日付で掲載された。同年7月30日にはれのひ株式会社の清算が結了し、法人格が消滅した。

### 元社長の逮捕・立件
神奈川県警捜査2課は2018年6月23日、粉飾決算により神奈川県内の銀行から融資金3500万円をだまし取ったとする詐欺罪の疑いで、成田国際空港にてアメリカ合衆国から帰国した元社長の篠崎洋一郎に任意同行を求め、逮捕した。篠崎は同年7月18日にも、別の詐欺容疑で再逮捕され、8月7日には東京都内の銀行から融資金をだまし取ったとする詐欺罪で追起訴、懲役2年6ヵ月が東京高等裁判所で言い渡された。2021年に刑期満了。

### 最低賃金法違反（賃金不払い）の疑いで書類送検
横浜南労働基準監督署は2018年9月12日、従業員に賃金を支払わなかったとして、はれのひと篠崎元社長を最低賃金法違反（賃金不払い）の疑いで横浜地方検察庁に書類送検した、と発表している。
- 篠崎は当時の従業員27人に対し、成人の日の店舗閉鎖事件が起きた前年夏の、2017年8月1日〜31日分の賃金計約510万円を支払わなかった疑いがある。
- 従業員からの相談で発覚し、労基署は2017年8月以降、複数回にわたり、立ち入りの監督指導をした。

## テレビ番組
『ザ!世界仰天ニュース』（日本テレビ系、2020年1月7日放送）
はれのひが事業停止に至った再現ドラマが放映された（2021年1月1日放送の『日テレ系あっぱれ福袋TV』の中でもこの再現ドラマを再編集したものが放送された）。